# Finał Pucharu Polski w piłce nożnej 1966
Finał Pucharu Polski w piłce nożnej 1966 – mecz piłkarski kończący rozgrywki Pucharu Polski 1965/1966 oraz mający na celu wyłonienie triumfatora tych rozgrywek, który został rozegrany 15 sierpnia 1966 roku na Stadionie im. 22 lipca w Poznaniu, pomiędzy Górnikiem Zabrze a Legią Warszawa. Trofeum po raz 4. wywalczyła Legia Warszawa, która uzyskała tym samym prawo gry w Pucharze Zdobywców Pucharów 1966/1967.

## Droga do finału
| Górnik Zabrze | Górnik Zabrze  | Górnik Zabrze | Runda       | Legia Warszawa | Legia Warszawa      | Legia Warszawa |
| Data          | Przeciwnik     | Wynik         | Runda       | Data           | Przeciwnik          | Wynik          |
| ------------- | -------------- | ------------- | ----------- | -------------- | ------------------- | -------------- |
| 06.03.1966    | Cracovia       | 3:2 pd.       | 1/16 finału | 21.11.1965     | Lechia Gdańsk       | 2:0            |
| 13.03.1966    | Odra Opole     | 5:1           | 1/8 finału  | 13.03.1966     | ŁKS Łódź            | 2:0            |
| 13.04.1966    | Śląsk Wrocław  | 4:0           | Ćwierćfinał | 13.04.1966     | Szombierki Bytom    | 1:0            |
| 25.05.1966    | Pogoń Szczecin | 3:1           | Półfinał    | 25.05.1966     | Szombierki II Bytom | 2:1            |

## Tło
W finale rozgrywek zmierzyli się ze sobą Górnik Zabrze i Legia Warszawa. Faworytem meczu był Górnik Zabrze, który w sezonie 1965/1966 zdobył mistrzostwo Polski, natomiast drużyna przeciwna zakończyła rozgrywki ligowe na 6. miejscu.

## Mecz

### Przebieg meczu
Mecz odbył się 15 sierpnia 1966 roku, w Święto Wojska Polskiego na Stadionie im. 22 lipca w Poznaniu. Sędzia głównym spotkania był Marian Środecki. Obecny ma meczu był m.in.: przewodniczący GKKFiT, Włodzimierz Reczek. Przed meczem odbyła się uroczystość zamknięcia Centralnej Spartakiady Wsi.
Nowy trener Górnika Zabrze, Géza Kalocsay zastosował ustawienie 4-3-3. W 14. minucie zawodnik drużyny Wojskowych, Jacek Gmoch w starciu z zawodnikiem drużyny przeciwnej, Włodzimierzem Lubańskim na polu karnym dotyka piłki ręką, jednak sędzia tego nie zauważa. W 20. minucie zawodnicy Górnika Zabrze: Zygfryd Szołtysik i Jerzy Musiałek przeprowadzają piękną akcję, w wyniku której ten drugi ma okazję do zdobycia gola, jednak oddaje strzał z 5 metrów nad bramką. W 22. minucie bramkarz drużyny Wojskowych, Władysław Grotyński obronił piękne strzały Włodzimierza Lubańskiego i Zygfryda Szołtysika. W 24. minucie groźną akcję przeprowadza zawodnik drużyny Wojskowych, Janusz Żmijewski, jednak bramkarz drużyny przeciwnej, Jan Gomola broni jego strzał, a w 35. minucie Wiesław Korzeniowski przejmuje piłkę, po czym podaje do Lucjana Brychczego, który zdobywa gola na 1:0 dla drużyny Wojskowych.
W 57. minucie po dośrodkowaniu zawodnika Górnika Zabrze, Jana Kowalskiego Rainer Kuchta strzałem głową zdobywa gola wyrównującego na 1:1.
W 95. minucie zawodnicy drużyny Wojskowych: Lucjan Brychczy i Henryk Apostel przeprowadzają groźną akcję, jednak zawodnik drużyny przeciwnej, Edward Olszówka w ostatniej chwili wybija piłkę z linii bramkowej, a w 100. minucie niebezpieczny strzał oddaje Jerzy Woźniak, jednak Jan Gomola i Edward Olszówka ratują swoją drużynę przed utratą gola. W 106. minucie Włodzimierz Lubański miał okazję do zdobycia gola, jednak strzela z kilku metrów nad poprzeczkę, ale w 120. minucie Lucjan Brychczy zdobywa gola dla drużyny Wojskowych, ustalając tym samym wynik na 2:1.

### Szczegóły meczu
| 15 sierpnia 1966 17:00 | Górnik Zabrze · Kuchta 58' (głową) | 1:2 (Dogrywka)0:1Raport | Legia Warszawa · 35' Brychczy · 120' Blaut | Stadion im. 22 lipca, Poznań Widzów: 20 000 Sędzia: Marian Środecki (Wrocław) |
|                        |                                    |                         |                                            |                                                                               |

| Górnik Zabrze |  |                      |  |     |
|               |  |                      |  |     |
|               |  |                      |  |     |
| BR            |  | Jan Gomola           |  |     |
| OB            |  | Norbert Gwosdek      |  |     |
| OB            |  | Stanisław Oślizło    |  |     |
| OB            |  | Stefan Florenski     |  |     |
| OB            |  | Edward Olszówka      |  |     |
| PO            |  | Rainer Kuchta        |  |     |
| PO            |  | Zygfryd Szołtysik    |  |     |
| PO            |  | Jan Kowalski         |  |     |
| NA            |  | Erwin Wilczek        |  | 46' |
| NA            |  | Włodzimierz Lubański |  |     |
| NA            |  | Jerzy Musiałek       |  |     |
| Rezerwowi:    |  |                      |  |     |
| NA            |  | Piotr Strączek       |  | 46' |
| Trener:       |  |                      |  |     |
| Géza Kalocsay |  |                      |  |     |

| Legia Warszawa   |  |                      |
|                  |  |                      |
| BR               |  | Władysław Grotyński  |
| OB               |  | Henryk Grzybowski    |
| OB               |  | Jacek Gmoch          |
| OB               |  | Horst Mahseli        |
| OB               |  | Jerzy Woźniak        |
| PO               |  | Bernard Blaut        |
| PO               |  | Andrzej Zygmunt      |
| PO               |  | Wiesław Korzeniowski |
| PO               |  | Janusz Żmijewski     |
| NA               |  | Lucjan Brychczy      |
| NA               |  | Henryk Apostel       |
| Trener:          |  |                      |
| Jaroslav Vejvoda |  |                      |

| Puchar Polski w piłce nożnej 1965/1966 Zwycięzcy |
| ------------------------------------------------ |
| Legia Warszawa 4. Tytuł                          |

## Po meczu
Triumfatorem rozgrywek został po raz drugi z rzędu Górnik Zabrze. Chwilę po zakończeniu meczu członek Biura Politycznego, Ignacy Loga-Sowiński wręczył kapitanowi, Włodzimierzowi Lubańskiemu okazałe trofeum.